# Bahrain i olympiska sommarspelen 2008
Bahrain deltog i de olympiska sommarspelen 2008 som ägde rum i Peking i Kina.

## Friidrott
Förkortningar
- Noteringar – Placeringarna avser endast löparens eget heat
- Q = Kvalificerad till nästa omgång
- q = Kvalificerade sig till nästa omgång som den snabbaste idrottaren eller, i fältgrenarna, via placering utan att uppnå kvalgränsen.
- NR = Nationellt rekord
- N/A = Omgången ingick inte i grenen
- Bye = Idrottaren behövde inte delta i denna omgång

Herrar
Bana och landsväg
| Idrottare           | Gren           | Heat     | Heat      | Semifinal | Semifinal | Final            | Final            |
| Idrottare           | Gren           | Resultat | Placering | Resultat  | Placering | Resultat         | Placering        |
| ------------------- | -------------- | -------- | --------- | --------- | --------- | ---------------- | ---------------- |
| Mustapha Al Riyadh  | Maraton        | i.u.     | i.u.      | i.u.      | i.u.      | DNF              | DNF              |
| Belal Mansoor Ali   | 800 m          | 1:45,95  | 5 q       | 1:46,37   | 5         | Gick inte vidare | Gick inte vidare |
| Belal Mansoor Ali   | 1 500 m        | 3:36,84  | 6 q       | 3:37,60   | 5 Q       | 3:35,23          | 7                |
| Yusuf Saad Kamel    | 800 m          | 1:46,94  | 2 Q       | 1:44,95   | 3 q       | 1:44,95          | 5                |
| Aadam Khamis        | 5 000 m        | 13:44,76 | 9         | i.u.      | i.u.      | Gick inte vidare | Gick inte vidare |
| Hasan Mahboob       | 5 000 m        | DNS      | DNS       | i.u.      | i.u.      | Gick inte vidare | Gick inte vidare |
| Hasan Mahboob       | 10 000 m       | i.u.     | i.u.      | i.u.      | i.u.      | 27:55,14         | 18               |
| Rashid Ramzi        | 1 500 m        | 3:32,89  | 1 Q       | 3:37,11   | 1 Q       | 3:32,94          | DSQ*             |
| Rashid Ramzi        | 5 000 m        | DNS      | DNS       | i.u.      | i.u.      | Gick inte vidare | Gick inte vidare |
| Nasar Sakar Saeed   | Maraton        | i.u.     | i.u.      | i.u.      | i.u.      | 2:20:24          | 37               |
| Tareq Mubarak Taher | 3 000 m hinder | 8:23,66  | 4 Q       | i.u.      | i.u.      | 8:21,59          | 11               |
| Abdulhak Zakaria    | Maraton        | i.u.     | i.u.      | i.u.      | i.u.      | DNF              | DNF              |

Damer
Bana & landsväg
| Idrottare          | Gren    | Heat     | Heat      | Kvartsfinal | Kvartsfinal | Semifinal | Semifinal | Final            | Final            |
| Idrottare          | Gren    | Resultat | Placering | Resultat    | Placering   | Resultat  | Placering | Resultat         | Placering        |
| ------------------ | ------- | -------- | --------- | ----------- | ----------- | --------- | --------- | ---------------- | ---------------- |
| Rakia Al Gassra    | 200 m   | 22,81    | 1 Q       | 22,76       | 1 Q         | 22,72     | 6         | Gick inte vidare | Gick inte vidare |
| Nadia Ejjafini     | Maraton | i.u.     | i.u.      | i.u.        | i.u.        | i.u.      | i.u.      | DNS              | DNS              |
| Maryam Yusuf Jamal | 1 500 m | 4:05,14  | 1 Q       | i.u.        | i.u.        | i.u.      | i.u.      | 4:02,71          | 5                |